# Anders Swab
Anders Swab, född 28 december 1681 i Falun, död 2 juni 1731 i Klara församling, Stockholm, var ett svenskt bergsråd.
Han var son till vågbokshållaren vid Falu kopparkontor Anton Swab och Helena Bergia och från 1717 gift med  Elisabeth Brinck. Han skrevs in som student vid Uppsala universitet 1693 och blev auskultant i Bergskollegium 1702 under åren 1709–1713 företog han ett antal utrikes studieresor. Han utnämndes till tillförordnad bergmästare i Roslagen och Norrland 1713 och bergmästare i Stora Kopparberget 1714 och assessor i Bergskollegium 1716. Han adlades 1719 och utnämndes slutligen till bergsråd 1730. Han disputerade 1704 vid Uppsala universitet med en avhandling om Svensk bergslagfarenhet. Swab beviljats ett stipendium av Karl XII för att studera utländska bergverk och Bergskollegium gav sin rekommendation så tillsammans med kollegan Natanael Ekman, tillbringade han fyra år på resande fot i Tyskland, Frankrike, Nederländerna och England där man besökte gruvor, hyttor och manufakturer. 

## Källa
- Margareta Lagerman: Anders Swab i Svenskt biografiskt lexikon